# Telamona ruficarinata
Telamona ruficarinata är en insektsart som beskrevs av Fowler. Telamona ruficarinata ingår i släktet Telamona och familjen hornstritar. Inga underarter finns listade i Catalogue of Life.